# Ungheria ai Giochi della III Olimpiade
L'Ungheria partecipò ai Giochi della III Olimpiade che si sono svolti a Saint Louis dal 1º luglio al 23 novembre 1904, con una delegazione di 4 atleti impegnati in due discipline.

## Medaglie

### Medaglie d'oro
| Medaglia | Nome          | Sport | Evento                 |
| -------- | ------------- | ----- | ---------------------- |
| Oro      | Zoltán Halmay | Nuoto | 50 iarde stile libero  |
| Oro      | Zoltán Halmay | Nuoto | 100 iarde stile libero |

### Medaglie d'argento
| Medaglia | Nome      | Sport | Evento                |
| -------- | --------- | ----- | --------------------- |
| Argento  | Géza Kiss | Nuoto | 1 miglio stile libero |

### Medaglie di bronzo
| Medaglia | Nome      | Sport | Evento                 |
| -------- | --------- | ----- | ---------------------- |
| Bronzo   | Géza Kiss | Nuoto | 880 iarde stile libero |

## Risultati

### Atletica leggera
| Evento   | Pos.   | Atleta    | Batterie                   | Ripescaggio | Finale    |
| -------- | ------ | --------- | -------------------------- | ----------- | --------- |
|          |        |           |                            |             |           |
| 60 metri | 9°-12° | Béla Mező | Sconosciuto 4°, batteria 3 | Eliminato   | Eliminato |
|          |        |           |                            |             |           |

| Evento    | Pos.   | Atleta    | Batterie                   | Finale    |
| --------- | ------ | --------- | -------------------------- | --------- |
|           |        |           |                            |           |
| 110 metri | 7°-11° | Béla Mező | Sconosciuto 3°, batteria 1 | Eliminato |
|           |        |           |                            |           |

| Evento                 | Pos.   | Atleta       | Finale      |
| ---------------------- | ------ | ------------ | ----------- |
|                        |        |              |             |
| Salto in lungo         | 7°-10° | Béla Mező    | Sconosciuto |
|                        |        |              |             |
| Salto in alto          | 4°     | Lajos Gönczy | 1,75 metri  |
|                        |        |              |             |
| Salto in alto da fermo | 5°     | Lajos Gönczy | 1,35 metri  |
|                        |        |              |             |

### Nuoto
| Evento                 | Pos. | Nuotatore     | Batterie                    | Finale                         |
| ---------------------- | ---- | ------------- | --------------------------- | ------------------------------ |
|                        |      |               |                             |                                |
| 50 iarde stile libero  | 1°   | Zoltán Halmay | 29,6 secondi 1°, batteria 1 | 28,2 secondi 28,0 (fuori gara) |
|                        |      |               |                             |                                |
| 100 iarde stile libero | 1°   | Zoltán Halmay | 1:06.2 1°, batteria 1       | 1:02.8                         |
|                        |      |               |                             |                                |

| Evento                  | Pos. | Nuotatore | Finale      |
| ----------------------- | ---- | --------- | ----------- |
|                         |      |           |             |
| 880 iarde stile libero] | 3°   | Géza Kiss | Sconosciuto |
|                         |      |           |             |
| 1 miglio stile libero   | 2°   | Géza Kiss | 28:28.2     |
|                         |      |           |             |